# Pardoseală

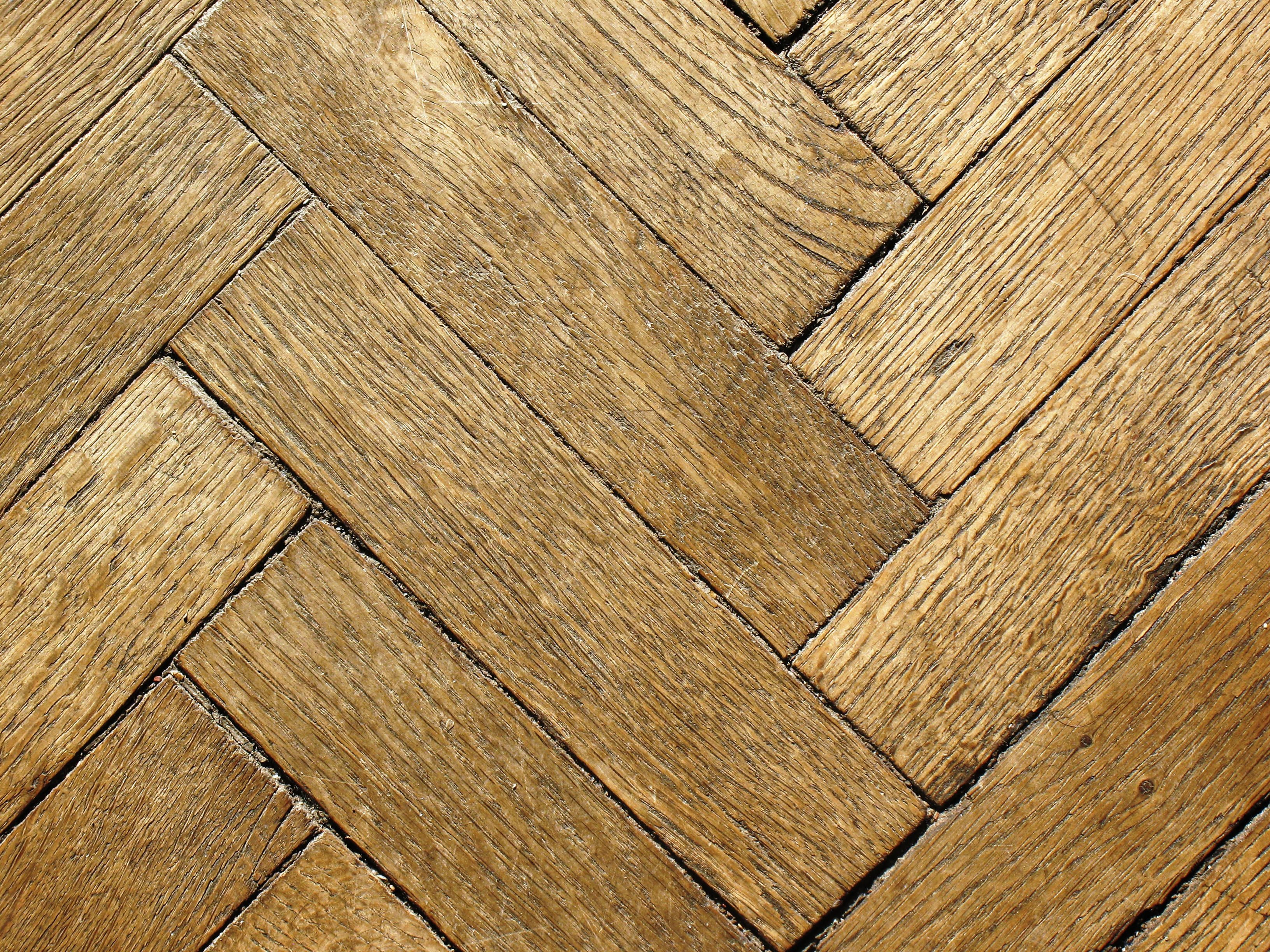
Pardoseală din parchet

Pardoseala în construcție reprezintă îmbrăcămintea sau învelișul așezat pe planșeul unei încăperi, pe suprafața unei curți sau a unui spațiu pe care se circulă etc., în scop de protecție (apăra de uzură planșeul), izolare sau decorativ, dându-i un aspect agreabil și care poate fi formată din unu sau din mai multe straturi de material.
Materialul din care se execută pardoselile variază după destinația încăperilor și poate fi: cărămidă, piatră, asfalt, beton, mozaic, gresie ceramică, marmură, pavele de lemn, parchet, scânduri, linoleum, xilolit etc. 